# 小行星3789
小行星3789（3789 Zhongguo）(1928 UF) 是一个位于小行星带的小行星。 1928 UF于1928年10月25日由中国天文学家张钰哲在美国威斯康星州威廉斯湾的葉凱士天文台发现，并命名为小行星1125（中华，China），后来失踪了。于1957年10月30日，1957 UN1在紫金山天文台发现，初时误以为是发现了先前丢失的1928 UF。小行星1125（中华）留给了1957 UN1，但1928 UF仍然没有找到。1986年，1986 QK1被发现，并证实为真正的1928 UF。此小行星被赋予新的名称和编号小行星3789（中国，Zhongguo），与先前的天体之中文名相同。